# Polski Fundusz Rozwoju
Polski Fundusz Rozwoju (PFR) – polska spółka akcyjna należąca do Skarbu Państwa, której głównym celem jest wsparcie inwestycji sprzyjających rozwojowi gospodarczemu Polski. PFR dostarcza kapitał, narzędzia finansowe i rozwiązania wspierające rozwój przedsiębiorstw i samorządów. Uzupełniająco oferuje usługi doradcze i programy edukacyjne, które pomagają budować kompetencje oraz zwiększać innowacyjność i konkurencyjność uczestników rynku. Fundusz działa na rzecz zrównoważonego rozwoju, cyfryzacji i długoterminowego wzrostu gospodarczego kraju.
PFR został utworzony w kwietniu 2016 r. na bazie istniejących od czerwca 2013 r. Polskich Inwestycji Rozwojowych w ramach realizacji Planu na rzecz Odpowiedzialnego Rozwoju. Prezesem trzeciej kadencji (od lipca 2024 r.) jest Piotr Matczuk.  
Siedziba PFR mieści się w biurowcu Cedet przy ul. Kruczej 50 w Warszawie.

## Struktura
PFR S.A. jest częścią Grupy Kapitałowej PFR której głównym celem jest wspieranie rozwoju polskiej gospodarki poprzez inwestycje i finansowanie innowacyjnych projektów, a także pomoc przedsiębiorcom w różnych branżach. Jej działania koncentrują się na stymulowaniu wzrostu gospodarczego oraz przyczynianiu się do tworzenia nowych miejsc pracy w Polsce.
W skład Grupy Kapitałowej PFR na rok 2024 wchodziło 10 spółek, w tym:
- Polski Fundusz Rozwoju S.A.
- PFR Towarzystwo Funduszy Inwestycyjnych S.A. (TFI) – zarządzanie funduszami i wsparcie długoterminowego oszczędzania
- PFR Ventures – inwestycje w krajowy rynek Venture Capital i Private equity
- PFR Nieruchomości S.A. – inwestycje w projekty mieszkaniowe
- PFR Portal PPK sp. z o.o. – centrum wiedzy i kompetencji w zakresie Pracowniczych planów kapitałowych
- PFR Operacje sp. z o.o. - centrum usług wspólnych dla Grupy Kapitałowej PFR.

## Władze spółki
Zarząd
- Piotr Matczuk – Prezes Zarządu
- Mariusz Jaszczyk – Wiceprezes Zarządu ds. finansów i rozwoju
- Mikołaj Raczyński – Wiceprezes Zarządu ds. inwestycji

Rada Nadzorcza
- vacat – Przewodnicząca Rady Nadzorczej
- Grzegorz Pazura – Wiceprzewodniczący Rady Nadzorczej
- Sylwia Jarosz-Żukowska – Członek Rady Nadzorczej
- Andrzej Halesiak – Członek Rady Nadzorczej
- Ryszard Kokoszczyński – Członek Rady Nadzorczej
- Adam Mariański – Członek Rady Nadzorczej

Prezesem zarządu pierwszej i drugiej kadencji (w latach 2016 – 2024) był Paweł Borys.

## Działalność Polskiego Funduszu Rozwoju
Polski Fundusz Rozwoju prowadzi programy sprzyjające zwiększeniu długoterminowego potencjału inwestycyjnego i gospodarczego Polski, rozwoju innowacyjności oraz wyrównywaniu szans i zrównoważonemu rozwojowi. 
Regulacje dotyczące funkcjonowania Polskiego Funduszu Rozwoju zostały zawarte w rozdziale 3 w art. 11–21 ustawy o systemie instytucji rozwoju. Ustawa uchyliła też ustawę z dnia 4 marca 2005 r. o Krajowym Funduszu Kapitałowym. Weszła w życie 5 września 2019 r..  
Według Kierunków Strategicznych dla Grupy Kapitałowej PFR ogłoszonych w lutym 2025 r., do priorytetowych zadań PFR w 2025 roku należeć będą inwestycje związane z transformacją energetyczną, innowacjami, międzynarodową konkurencyjnością polskich przedsiębiorców, rozwojem rynku kapitałowego, długoterminową odpornością gospodarczą oraz obroną. 
Do najważniejszych zadań Polskiego Funduszu Rozwoju należy działalność inwestycyjna, która opiera się na trzech filarach: inwestycjach infrastrukturalnych, kapitałowych i samorządowych. 
9 października 2018 r. zawarto umowę przez Polski Fundusz Rozwoju SA (PFR) z funduszem inwestycyjnym Mid Europa Partners, a w sprawie zakupu 99,77% akcji Polskich Kolei Linowych SA (PKL) przez Polski Fundusz Rozwoju od funduszu Mid Europa Partners. 18 listopada 2018 r. zgodę na transakcję przejęcia Polskich Kolei Linowych od funduszu Mid Europa Partners wydał Urząd Ochrony Konkurencji i Konsumentów. 
Do innych zrealizowanych inwestycji Polskiego Funduszu Rozwoju można zaliczyć inwestycję w spółkę Supersnow, która jest producentem armatek śnieżnych oraz systemów naśnieżania. W wyniku transakcji PFR objął 45% udziałów w kapitale zakładowym spółki w formie podwyższenia kapitału. Polski Fundusz Rozwoju zainwestował 500 mln zł w budowę terminala instalacyjnego dla obsługi morskich farm wiatrowych w gdańskim porcie BalticHub. Środki na realizację inwestycji mają częściowo pochodzić z Krajowego Planu Odbudowy (KPO). Inwestycja w nowy terminal w porcie w Gdańsku ma powiększyć powierzchnię Polski o 21 hektarów.  
W przypadku inwestycji samorządowych w latach 2015 – 2024 PFR za pomocą funduszu inwestycji samorządowych FIZAN zrealizował 17 transakcji w 14 samorządach, inwestując łącznie około 500 mln zł w takich obszarach jak wodociągi, gospodarka odpadami, energetyka, parkingi, infrastruktura transportowa, infrastruktura sportowa i rekreacyjna, mieszkalnictwo. 
Polski Fundusz Rozwoju inwestuje także poprzez działalność spółek zależnych. Spółka PFR Ventures to zarządzający funduszami fundusz, który wspólnie z inwestorami prywatnymi, aniołami biznesu i korporacjami inwestuje w fundusze Venture Capital oraz Private Equity. Spółka PFR TFI zarządza dwoma funduszami ekspansji zagranicznej, które współfinansują inwestycje zagraniczne polskich przedsiębiorstw: Funduszem Ekspansji Zagranicznej FIZ AN oraz Funduszem Ekspansji Zagranicznej 2. 
W czasie pandemii COVID-19 PFR wdrażał Tarczę Finansową PFR dla Firm i Pracowników – program pomocowy w ramach Tarczy Antykryzysowej skierowany do ponad 670 tys. polskich przedsiębiorstw. 
Polski Fundusz Rozwoju prowadzi ewidencję i system rozliczeń Pracowniczych Planów Kapitałowych oraz stworzył – poprzez spółkę zależną PFR Portal PPK – dedykowany portal internetowy z informacjami na temat PPK. 
Jednym z obszarów działalności Polskiego Funduszu Rozwoju jest również rozwój innowacyjności i pomoc w zwiększeniu poziomu cyfryzacji w firmach i samorządach oraz wsparcie w zakładaniu i dalszym rozwijaniu startupów.  

## Główni odbiorcy oraz produkty

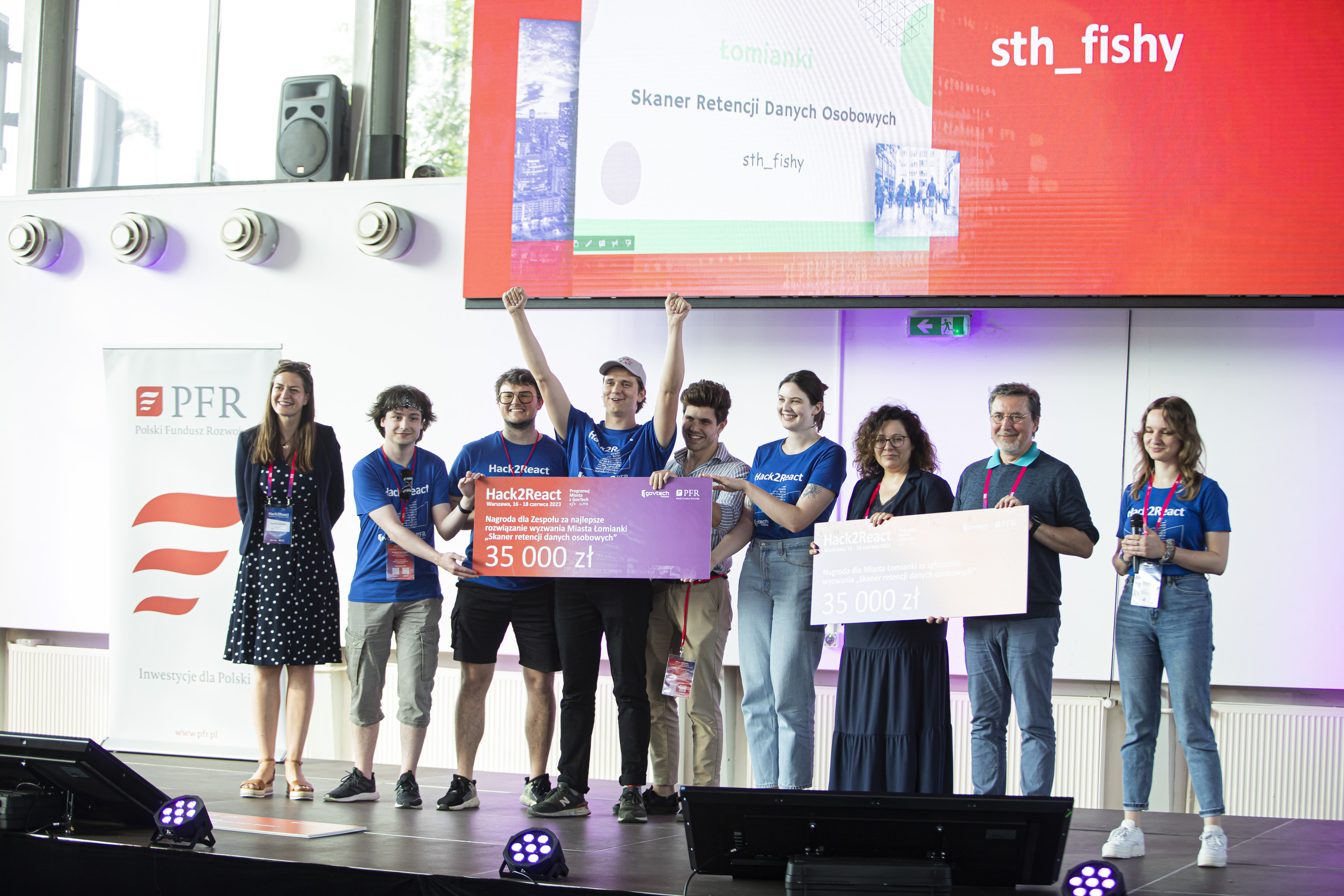
Pracownicy PFR S.A. wręczający nagrodę uczestnikom hackathonu Hack2React Programuj Miasta PFR. Czerwiec 2023

1. Nowe innowacyjne przedsiębiorstwa
- Programy edukacyjne i venturebuildingowe[32]
- Wsparcie w pozyskiwaniu inwestycji[33]
- Rozwój technologii podwójnego zastosowania[34]

2. Małe i średnie przedsiębiorstwa
- Wsparcie cyfryzacji i innowacyjności[35]
- Doradztwo i finansowanie eksportu

3. Duże przedsiębiorstwa
- Finansowanie dużych projektów inwestycyjnych
- Doradztwo i finansowanie ekspansji zagranicznej
- Finansowanie dużych projektów inwestycyjnych o długim horyzoncie zwrotu z inwestycji[36]
- Wsparcie rozwoju innowacyjności

4. Samorządy
- Finansowanie infrastruktury
- Partnerstwo publiczno-prywatne[37]
- Termomodernizacja budynków
- Pomoc w rozwoju innowacyjności i zdobywania kompetencji przyszłości przez pracowników JST[38]

5. Inwestorzy
- Pozyskiwanie środków na inwestycje na rynku Venture Capital i Private Equity[39]
- Udostępnianie ekspertyz ekonomicznych
- Obsługa dużych projektów inwestycyjnych

6. Osoby indywidualne
- Program budowy mieszkań na wynajem
- Kursy online i inne materiały edukacyjne

## Główne programy
- Tarcza Finansowa 1.0 i 2.0
- Pracownicze Plany Kapitałowe
- Inwestycje kapitałowe i infrastrukturalne
- Inwestycje samorządowe
- Sieć Firm Przyszłości PFR
- PFR dla Miast
- Szkoła Pionierów PFR
- Program Mieszkań na Wynajem

## System Instytucji Rozwoju
Polski Fundusz Rozwoju jest częścią systemu instytucji rozwoju tzw. Grupy PFR, powołanych ustawą z dnia 4 lipca 2019 r. o systemie instytucji rozwoju. Na podstawie ustawy, instytucje rozwoju w ramach swoich zadań realizują w sposób skoordynowany zadania w obszarze wsparcia lub usług świadczonych przedsiębiorcom.
System instytucji rozwoju (Grupa PFR) tworzą:
- Polski Fundusz Rozwoju
- Bank Gospodarstwa Krajowego
- Polska Agencja Rozwoju Przedsiębiorczości
- Korporacja Ubezpieczeń Kredytów Eksportowych Spółka Akcyjna
- Polska Agencja Inwestycji i Handlu Spółka Akcyjna
- Agencja Rozwoju Przemysłu Spółka Akcyjna

Działaniom Grupy PFR przewodzi Rada Grupy PFR, której przewodniczącym jest prezes Polskiego Funduszu Rozwoju.
Instytucje rozwoju działają w większości krajów na świecie. W Unii Europejskiej najczęściej są to banki rozwoju, takie jak niemiecka Grupa KfW (Kreditanstalt für Wiederaufbau), francuska Grupa CDC (Caisse des Dépôts et Consignation), włoska Grupa CDP (Cassa Depositi e Prestiti), czy węgierska Grupa MFB (Magyar Fejlesztési Bank). W Polsce jest to Bank Gospodarstwa Krajowego, który podobnie jak PFR jest jedną z kluczowych instytucji rozwojowych.